# Imperio Argentina
Imperio Argentina, pseudonimo di Magdalena Nilé del Río (Buenos Aires, 26 dicembre 1910 – Torremolinos, 22 agosto 2003), è stata un'attrice, cantante e ballerina argentina.

## Biografia
Sin da bambina iniziò a cantare e ballare. Pastora Imperio la scopre e la ribattezza con il nome di Petite Imperio. Tuttavia fu Jacinto Benavente che, vedendola recitare, decide che la sua arte è all'altezza di Pastora Imperio ma anche della "Argentinità" e la ribattezza col nome di Imperio Argentina.
In tournée per la Spagna la scopre il regista Florián Rey per la versione muta de La hermana San Sulpicio. Ed è con questo regista che ottiene i suoi maggiori successi cinematografici. Nobleza Baturra e Morena Clara, così come la versione parlata della Hermana de San Sulpicio le fanno guadagnare la notorietà. Firma un contratto con la Paramount Pictures e a Parigi lavora con registi e attori internazionali.
Insieme a Carlos Gardel gira per la Paramount nel 1931 La casa es seria e nel 1932, Melodía de Arrabal. È l'unica cantante che duettò con Carlos Gardel.
Nel 1934 sposa il regista Florian Rey.
Anni dopo è richiesta da Adolf Hitler per girare un film sulla vita di Lola Montez. Il progetto viene accantonato ma vengono ugualmente realizzate delle pellicole nella doppia versione spagnola e tedesca che ottengono un grande successo. L'attrice rivela infatti una buona padronanza della lingua tedesca sia nel dialogo che nel canto.
Dopo la notte dei cristalli abbandona la Germania disgustata dai massacri nazisti e rientra in Spagna. Nel suo paese però dimostra un certo apprezzamento per il regime autoritario, tra i suoi ammiratori poteva contare anche il generale Francisco Franco. Grazie al suo successo in Germania però ebbe modo di fermarsi in Italia per interpretare Tosca, un progetto molto travagliato dove però non riuscì a risultare convincente.
Nel 1942 divorzia e da quel momento il successo dei suoi film inizia ad affievolirsi. In questo periodo il regista di riferimento è Benito Perojo, nonostante la buona fattura dei loro lavori il pubblico sembra essere stanco della cantante.
Attrice e regista partono per l'Argentina per girare Lo que fue de la Dolores cercando di rinverdire i fasti passati e partecipa a diversi spettacoli musicali. La sua ultima pellicola musicale è Café cantante, diretta da Antonio Momplet nel 1951.
Dopo un decennio lontana dagli schermi negli anni sessanta gira  Ama Rosa dramma dove non sono previsti numeri musicali e che viene stroncato dalla critica.
Nel successivo Con el viento solano primo film a colori per l'attrice che ha solo un ruolo di contorno, ha modo di dimostrare pienamente le sue qualità drammatiche e viene notata da una nuova generazione di critici e di pubblico.
Negli anni settanta il regista spagnolo Carlos Saura omaggia l'attrice inserendo alcune sue canzoni nei suoi film La cugina Angelica e Cría cuervos entrambi premiati al Festival di Cannes.
Dopo anni di scarsa attività viene riscoperta nel Festival internazionale del cinema di San Sebastián che le permette di tornare a recitare sia al cinema che nei teatri.
Gira con Borao Tata mía e con Javier Aguirre El polizón de Ulises e lavora nello spettacolo della Expo 92 "Azabache". Nell'anno 1996 viene eletta "pregonera" alla festa del Pilar a Saragozza, per celebrare nella città il centenario del cinema.
Muore nella sua casa di Torremolinos, in provincia di Malaga, all'età di 92 anni. 8 anni dopo la sua morte la città di Madrid la onora con una stella nel Paseo de la Fama de Madrid.

## Filmografia parziale

Imperio Argentina in Tosca

- La hermana San Sulpicio, regia di Florián Rey (1927)
- La hermana San Sulpicio, regia di Florián Rey (1934)
- Nobleza baturra, regia di Florián Rey (1935)
- Morena Clara, regia di Florián Rey (1936)
- La cortigiana di Siviglia (Carmen, la de Triana), regia di Florián Rey (1938)
- Marocco (La canción de Aixa), regia di Florián Rey (1939)
- Tosca, regia di Carl Koch (1941)
- La maja de los cantares, regia di Benito Perojo (1946)
- La copla de los dolores, regia di Benito Perojo (1947)
- Café cantante, regia di Antonio Momplet (1951)
- Con el viento solano, regia di Mario Camus (1966)
- El polizón del Ulises, regia di Javier Aguirre Fernández (1987)